# 東本願寺真宗会館
東本願寺真宗会館（ひがしほんがんじしんしゅうかいかん）は、東京都練馬区谷原にある真宗大谷派の会館である。首都圏における教法の聞信・宣布の拠点として設立された。
略称は、「真宗会館」。

## 概要
本館
地下1階・地上2階建
本館1階に寺院の本堂にあたる「講堂」を設置する。本尊・阿弥陀如来像を中央奥に安置し、寺院形式で荘厳される。参拝者は200名収容可能である。
その他に、1階にエントランス・仏間・ロビー、2階に講義室（28名収容）・研修室（3室）を設置する。また、一泊研修会等の宿泊設備として使用できるように食堂・浴室の設備も有する。
別館
地上2階建
1階にホール（約20坪）・和室（16畳）、2階に講義室（24名収容）が設置する。

## 行事
日程は、変更になる場合がある。

### 定例行事
日曜礼拝
毎週日曜日（年始の休館日は、休会。）
10:00 勤行
10:30 法話
11:30 座談会
親鸞聖人ご命日のつどい
毎月28日10:00〜
1月は、「東京教区報恩講」のため休会。
28日が日曜日の場合は、「日曜礼拝」と兼修する。

### 年中行事
修正会
1月2日 10:00〜
東京教区報恩講
東京教区主催の報恩講。
1月26日 帰敬式・法話
1月27日 逮夜・法話・報恩講の夕べ
1月28日 晨朝・法話・日中・法話
彼岸会兼永代経法要
春・秋季彼岸会中日 10:00〜
花まつり・初参式
4月第1日曜日〜第2日曜日
子供花まつり・初参式は、要確認。
盂蘭盆会
7月・8月の第2日曜日、もしくは第3日曜日 - 日程は要確認。

## 講座
公開講演会
各界の著名人による講演。
年1〜2回開催。
仏教聖典入門講座
年10回開催。
聖典学習会
東京教区教化委員会が主催の学習会。
ピーターズ英語クラス
英会話を通じて、仏教を学ぶ講座。
ユング心理学講座
その他に、茶道・書道・ピアノ・バレエの各教室、観世流の謡曲サークルを開催する。

## 市民講座
東本願寺真宗会館は、下記の市民講座を首都圏の各地で主催・後援する。
日程は、要確認。また、現在休講中の講座がある。
本郷親鸞講座
東京都文京区本郷にある「東京大学仏教青年会会館」（「東大仏青会館」）にて開催。
新宿親鸞講座
新宿駅周辺の会場にて開催。18:30開講の夜間講座。
池袋親鸞講座
池袋駅周辺の会場にて開催。18:30開講の夜間講座。
求道会館親鸞講座
東京都文京区本郷にある「求道会館」にて開催。
湾岸親鸞講座
東京都江東区周辺の会場などにて開催。
多摩親鸞講座
多摩地域の会場にて開催。
横浜親鸞講座
横浜駅周辺の会場にて開催。
さいたま親鸞講座
大宮駅周辺の会場にて開催。
大江戸線沿線市民連続講座
首都圏教化推進本部主催の講座。
都営地下鉄大江戸線沿線（新宿・六本木・両国など）の会場にて開催。
仏教学講座
首都圏教化推進本部主催の学習会。

## 併設機関
真宗会館に併設される真宗大谷派の機関は、以下の通りである。
首都圏教化推進本部
首都圏における都市開教、都市教化の推進を目的とする「首都圏教化推進本部」を併設する。
本部長は、参務が務める。
東京宗務出張所
政府その他中央の諸機関との連絡及び首都における施策の調整をはかるため、「東京宗務出張所」を併設する。
東京教務所
「東京教区」の宗務を運営する「東京教務所」を併設する。
「東京教区」に属する「組」（そ）は、東京都（東京一組〜八組）・神奈川県（川崎・横浜・三浦・湘南組）・埼玉県（埼玉組）・千葉県（千葉組）・茨城県（茨城一組・茨城二組）・栃木県（栃木組）・群馬県（群馬組）・山梨県（山梨組）・長野県（長野一組〜六組）の計25組である。
東京教区教化委員会
教区の宗務機関として、「東京教区教化委員会」を併設する。
委員長は、東京教務所長が兼任する。

## 出版物
情報誌「プラ・ティ」
年1回発行
広報紙「サンガ」
隔月発行

## 年表
1989年（平成元年）、「東本願寺真宗会館落慶記念式典」を開催する。
2010年（平成22年）1月24日・26〜28日、「東京教区宗祖親鸞聖人七百五十回忌御遠忌お待ち受け大会」を開催する。
24日 - 「真宗会館設立20周年記念公開講演会」を開催する。講師は姜尚中で、「『悩む力』―幸せと希望のあいだ」をテーマとした講演。
26〜28日 - 「お待ち受け法要 兼 報恩講」を厳修する。
28日 - 「真宗会館」設立20周年記念式典を開催する。

## アクセス
公共交通機関
西武池袋線・都営地下鉄大江戸線「練馬駅」下車
練馬駅北口より、西武バス「成増町」行「高松三丁目」バス停下車、徒歩1分
「練馬駅北口」発〜「成増駅」行は、「真宗会館前」バス停には停車しない。
「真宗会館前」バス停は、「練馬駅北口」行のみ停車する。
東京メトロ有楽町線・副都心線「地下鉄成増駅」下車、出口1を出てすぐ「成増町」バス停。
東武東上線成増駅下車、南口より350m先の「成増町」バス停へ
「成増町」バス停より、西武バス「練馬駅北口」行「真宗会館前」バス停下車、徒歩すぐ
「成増町」発〜「練馬駅北口」行のみ、「真宗会館前」に停車する。
西武バス「成増町」バス停についての注意
成増駅付近には北口・南口ターミナルの他に多数のバス停が存在するので注意を要する。
「真宗会館」バス停を経由するバスが発車するのは、国道254号線上にある西武バス「成増町」バス停である。
「成増駅南口」発〜「練馬駅北口（下赤塚駅経由）」行は、豊島園方面を経由するため「真宗会館」周辺を通らない。
都営大江戸線「光が丘駅」下車
1.6km - タクシーで約5分
車
関越自動車道「練馬IC」⇒目白通り⇒「練馬総合体育館前」交差点左斜折、約300m。（東京ガス整圧所〈谷原ガスタンク〉裏）